# ویکی شخصی
ویکی شخصی امکان ارتباط داده‌ها را بر روی دسکتاپ فرد یا تلفن همراه را همانند پیوندهای جامعه‌های ویکی‌شکل برای شخص پدید می‌آورد؛ با این تفاوت که نیاز به مشارکت کاربران نیست. کسانی که فلسفهٔ ویکی برای سامان‌دهی داده‌ها را دوست می‌دارند، ممکن است از ویکی‌های شخصی بهره گیرند.

## نمونه‌هایی از ویکی‌های شخصی
از میان ویکی‌های شخصی رایگان می‌توان نمونه‌های زیر را نام برد:(هر چند که به ویکی‌های شخصی به موردهای زیر محدود نمی‌شوند و این موردها تنها نمونه‌هایی از آن‌ها هستند)
- DidiWiki (نوشتار در ویکی انگلیسی)(انگلیسی)
- Notebook (نوشتار در ویکی انگلیسی)(انگلیسی)
- Tomboy (نوشتار در ویکی انگلیسی)(انگلیسی)
- WikidPad (نوشتار در ویکی انگلیسی)(انگلیسی)
- موین‌موین